# Sonora aemula
Sonora aemula är en ormart som beskrevs av Cope 1879. Sonora aemula ingår i släktet Sonora och familjen snokar. Inga underarter finns listade i Catalogue of Life.
Sonora aemula kan vara helt rödaktigt eller den har flera ringar i varierande färg.
Denna orm förekommer i västra Mexiko från delstaten Sonora över Durango till Sinaloa. Arten lever i torra lövfällande skogar i låglandet samt i skogar med taggiga växter. Den undviker gräsmarker och jordbruksmark. Honor lägger ägg.
Beståndet hotas av skogarnas omvandling till jordbruksmark. Hela populationen anses vara stabil men utbredningsområdet är litet. IUCN kategoriserar arten globalt som nära hotad.